# Lucian din Samosata
Lucian din Samosata (în greacă veche Λουκιανὸς ὁ Σαμοσατεύς, în latină Lucianus Samosatensis; n.c.  125 d.Hr. – d. după 180 d.Hr.) a fost un prozator grec, de origine asiriană, care s-a afirmat în domeniile retoricii și satirei.
Lucian s-a născut la Samosata, în Siria de nord, într-o familie săracă. Deoarece părinții nu-i puteau asigura întreținerea într-o școală de retori, l-au trimis ucenic la un unchi care era sculptor. Deoarece nu i-a plăcut această activitate, a reușit să obțină trimiterea la școală, pentru început în regiunea natală, apoi în Ionia, posibil în final la Antiohia, un centru intelectual important al Imperiului Roman. Deși greaca nu era limba lui maternă, după încheierea studiilor el a ținut conferințe în Grecia, Macedonia și Italia. Apoi s-a așezat, pentru o vreme, într-unul din orașele grecești ale Galiei meridionale. Către anul 160, s-a întors în Orient, iar din 165 s-a stabilit cu toată familia la Atena unde a rămas pună în 185. Aici spiritul său independent, fin, original, și plin de umor a fost foarte apreciat. Când succesul său a început să scadă, a părăsit Atena și s-a stabilit la Alexandria unde a îndeplinit înalte funcții judiciare. A murit spre sfârșitul domniei împăratului Commodus, adică puțin înainte de 192.
A scris dialoguri satirice, pamflete, disertații, diatribe, cu reminiscențe din filozofia cinicului Antistene, prin care vizează filozofia speculativă, absurditatea credințelor religioase sau a slăbiciunilor omenești.

## Scrieri
- Dialogurile morților ("Nekrikoi dialogoi", Νεκρικοί Διάλογοι)
- Dialogurile zeilor ("Theon dialogoi", Θεῶν διάλογοι)
- Haron
- Hermotimos
- Măgarul ("Loukios eonos", Λούκιος ἢ ῎Oνος)
- Scrisorile saturnale ("Epistolai Kronikai")
- Timon sau mizantropul ("Timon e misanthropos", Τίμων ἢ Μισάνθρωπος)
- Istoria adevărată ("Alethes historia", Ἀληθεῖς Ἱστορίαι)
- Parazitul ("Peri parasitou", Περὶ Παρασίτου)
- Cum trebuie scrisă istoria ("Pos dei historian syngraphein", Πῶς δεῖ Ἱστορίαν συγγράφειν)
- Nigrinos ("Nigrinou philosophia", Νιγρίνου Φιλοσοφία)
- Omorâtorul de tirani ("Tyrannoktonos", Τυραννοκτόνος)
- Visul ("Enypnion").

## Traduceri în limba română
- Scrieri alese, traducere și note de Radu Hîncu, introducere de Petru Creția, București, Editura pentru Literatură Universală, 1959.
- Istoria adevărată, Traducere de Florica Bechet. București, Editura Paideia, 2000.
- Dialogurile curtezanelor, Traducere, studiu introductiv, note și repere bibliografice de Florica Bechet. București, Paideia, 2002.
- Scrieri alese, Editura GRAMAR, 2011